# Locomotiva FS 454
Le locomotive gruppo 454 erano locomotive a vapore con tender separato di rodiggio 0-4-0 che le Ferrovie dello Stato italiane acquisirono, in conto riparazioni belliche della prima guerra mondiale, dalla Südbahn.

## Storia
Le locomotive FS costituenti il gruppo 454 provenivano dal parco macchine Südbahngesellschaft e in particolare dal gruppo 35c composto di 10 locomotive, numerate 1002–1011, prodotte nel corso del 1872 dalla Wiener Neustädter Lokomotivfabrik.
Alla fine della "Grande guerra", in seguito ai mutamenti territoriali conseguenti alla sconfitta dell'Austria che determinarono la spartizione delle linee e dei mezzi della Südbahn, alle FS ne pervennero due esemplari, che furono immatricolati nel gruppo 454, con numeri progressivi 001–002.  Le locomotive, di concezione obsoleta, furono radiate nel 1924.

## Corrispondenza locomotive ex SB e numerazione FS[3]
| Numero e gruppo FS | numero e gruppo SB | Fabbrica                          | anno di fabbricazione | Demolizione o alienazione |
| ------------------ | ------------------ | --------------------------------- | --------------------- | ------------------------- |
| 454.001            | 35.1003            | Wiener Neustädter Lokomotivfabrik | 1872                  | 1924                      |
| 454.002            | 35.1008            | Wiener Neustädter Lokomotivfabrik | 1872                  | 1924                      |